# Gubernatorzy Portoryko

Gubernator Portoryko jest szefem rządu Portoryko. Od 1948 jest wybierany w głosowaniu powszechnym przez mieszkańców wyspy. Wcześniej był wyznaczany przez króla Hiszpanii (w  czasie rządów hiszpańskich na wyspie) oraz prezydenta USA (w latach 1898-1946).

## Historia
W 1946 prezydent Harry Truman mianował gubernatorem Jesúsa T. Piñero Był to pierwszy rodowity Portorykańczyk w historii, który objął najwyższy urząd terytorium. W 1948 gubernatorem, wybranym pierwszy raz w głosowaniu powszechnym i bezpośrednim, został wybrany Luis Muñoz Marín.

## Uregulowania konstytucyjne

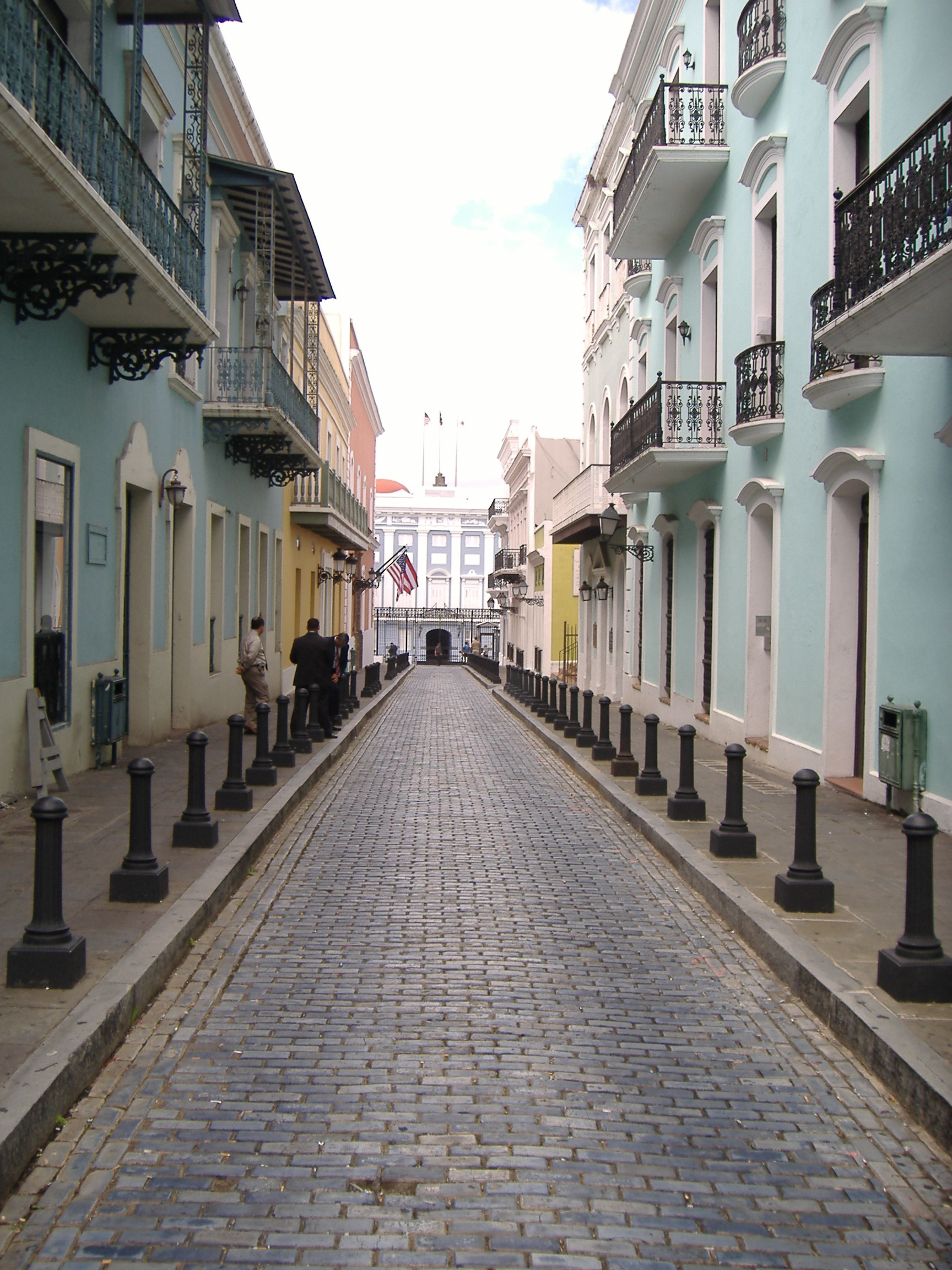
Frontowe wejście La Fortalezy, rezydencji gubernatora

Konstytucja Portoryko, przyjęta w 1952, określa warunki jakie musi spełniać kandydat do urzędu gubernatora. Gubernator musi być obywatelem USA oraz zamieszkiwać Portoryko przez co najmniej 5 kolejnych lat. W chwili wyboru musi mieć co najmniej 35 lat.
Gubernator pełni urząd przez 4 lata. Jego kadencja zaczyna się zawsze 2 stycznia roku następującego po roku, w którym odbywały się wybory. Nie ma określonego limitu sprawowanych kadencji. Rezydencją gubernatora jest La Fortaleza w San Juan.
Gubernator jest wybierany w głosowaniu bezpośrednim w wyborach powszechnych. Konstytucja określa, iż w przypadku różnicy głosów mniejszej niż 5%, obowiązkowe jest powtórne przeliczenie głosów. Taka sytuacja miała miejsce jak dotąd dwukrotnie: w 1980 i w 2004.

## Władza gubernatora
Gubernator jest szefem rządu Portoryko. Posiada prawo veta wobec projektów ustaw uchwalanych przez parlament wyspy. Wyznacza również członków swojego gabinetu, którzy muszą być następnie zatwierdzeni przez parlament. Gubernator posiada także prawo mianowania sędziów Sądu Najwyższego oraz sędziów sądów powszechnych.
Na początku każdego roku gubernator ma obowiązek wygłosić przemówienie sprawozdawcze w parlamencie. Jest także szefem Straży Narodowej.

## Lista gubernatorów Portoryko

### Gubernatorzy hiszpańscy
| Gubernator                                       | Objęcie urzędu | Złożenie urzędu |
| ------------------------------------------------ | -------------- | --------------- |
| Kapt. Gen Don Juan Ponce de León                 | 1508           | 1511            |
| Juan Ceron                                       | 1511           | 1513            |
| Rodrigo Moscoso                                  | 1513           | 1514            |
| Capt. Gen Cristóbal de Mendoza                   | 1514           | 1515            |
| Kapt. Gen Don Juan Ponce de León                 | 1515           | 1519            |
| Sánchez Velázquez                                | 1519           | 1519            |
| Antonio de la Gama                               | 1519           | 1521            |
| Pedro Moreno                                     | 1521           | 1523            |
| Biskup Alonso Manso                              | 1523           | 1524            |
| Pedro Moreno                                     | 1524           | 1529            |
| Antonio de la Gama                               | 1529           | 1530            |
| Gen Francisco Manuel de Landó                    | 1530           | 1536            |
| Vasco De Tiedra                                  | 1536           | 1537            |
| Vasco De Tiedra                                  | 1537           | 1544            |
| Jerónimo Lebron de Quinones                      | 1544           | 1544            |
| Iñigo López Cervantes De Loaisa                  | 1544           | 1546            |
| Diego De Caraza                                  | 1546           | 1548            |
| Diego De Caraza                                  | 1548           | 1550            |
| Luis De Vallejo                                  | 1550           | 1555            |
| Alonso Esteves                                   | 1555           | 1555            |
| Diego De Caraza                                  | 1555           | 1561            |
| Antonio De la Llama Vallejo                      | 1561           | 1564            |
| Francisco Bahamonde De Lugo                      | 1564           | 1568            |
| Francisco Solís                                  | 1568           | 1574            |
| Francisco De Obando Y Mexia                      | 1575           | 1579            |
| Jerónimo De Agüero Campuzano                     | 1580           | 1580            |
| Kapt. Gen Juan De Céspedes                       | 1580           | 1581            |
| Kapt. Gen Juan López Melgarejo                   | 1581           | 1582            |
| Kapt. Gen Diego Menéndez de Valdés               | 1582           | 1593            |
| Pedro Suárez                                     | 1593           | 1597            |
| Juan Ponce de León II                            | 1597           | 1597            |
| Kapt. Gen Antonio De Mosquero                    | 1597           | 1598            |
| Kapt. Gen Alonso De Mercado                      | 1599           | 1602            |
| Kapt. Gen Sancho Ochoa De Castro                 | 1602           | 1608            |
| Gabriel de Rojas Párano                          | 1608           | 1614            |
| Kapt. Gen Felipe De Beaumont y Navarra           | 1614           | 1620            |
| Juan De Vargas                                   | 1620           | 1625            |
| Capt. Gen Juan De Haro y Sanvitores              | 1625           | 1630            |
| Kapt. Gen Enrique Enriquez De Sotomayor          | 1631           | 1635            |
| Kapt. Gen Iñigo De La Mota Sarmiento             | 1635           | 1641            |
| Kapt. Gen Agustín De Silva y Figueroa            | 1641           | 1641            |
| Kapt. Gen Juan De Bolaños                        | 1642           | 1643            |
| Fernando De La Riva AgÜero y Setien              | 1643           | 1648            |
| Diego De Aguilera y Gamboa                       | 1649           | 1655            |
| José Novoa y Moscoso Perez y Buitron             | 1655           | 1660            |
| Kapt. Gen Juan Pérez De Guzmán y Chagoyen        | 1660           | 1664            |
| Jerónimo De Velasco                              | 1664           | 1670            |
| Gaspar De Arteaga y Aunoavidao                   | 1670           | 1674            |
| Diego Roblandillo                                | 1674           | 1674            |
| Kapt. Gen Baltazar Figueroa y Castilla           | 1674           | 1674            |
| Alonso de Campos y Espinosa                      | 1675           | 1678            |
| Juan De Robles Lorenzana                         | 1678           | 1683            |
| Kapt. Gen Gaspar Martinez De Andino              | 1683           | 1685            |
| Juan Francisco Medina                            | 1685           | 1690            |
| Gaspar De Arredondo y Valle                      | 1690           | 1695            |
| Juan Francisco Medina                            | 1695           | 1697            |
| Tomas Franco                                     | 1697           | 1698            |
| Antonio de Robles Silva                          | 1698           | 1699            |
| Gabriel Suárez De Ribera                         | 1700           | 1703            |
| Diego Jimenez de Villarán                        | 1703           | 1703            |
| Francisco Sánchez Calderon                       | 1703           | 1703            |
| Pedro Arroyo y Guerrero                          | 1704           | 1705            |
| Juan Francisco Morla                             | 1706           | 1706            |
| Francisco Granados                               | 1706           | 1708            |
| Juan De Ribera                                   | 1709           | 1715            |
| José Francisco Carreño                           | 1716           | 1716            |
| Alfonso Bortodano                                | 1716           | 1720            |
| Francisco Danio Granados                         | 1720           | 1724            |
| Kapt. Gen José Antonio De Mendizabal y Azcue     | 1724           | 1730            |
| Lt. Col. Matías De Abadía                        | 1731           | 1743            |
| Domingo Pérez De Mandares                        | 1743           | 1744>           |
| Juan José Colomo                                 | 1744           | 1750            |
| Agustín De Parejas                               | 1750           | 1751            |
| Esteban Bravo De Rivero                          | 1751           | 1753            |
| Kapt. Gen Felipe Ramírez De Estenos              | 1753           | 1757            |
| Esteban Bravo De Rivero                          | 1757           | 1759            |
| Mateo De Guaso Calderón                          | 1759           | 1760            |
| Esteban Bravo De Rivero                          | 1760           | 1761            |
| Lt. Col. Ambrosio De Benavides                   | 1761           | 1766            |
| Marcos De Vergara                                | 1766           | 1766            |
| José Trentor                                     | 1766           | 1770            |
| Miguel De Musesas                                | 1770           | 1776            |
| José Dufresne                                    | 1776           | 1783            |
| Field Marshall Don Juan Andres Daban y Busterino | 1783           | 1789            |
| Francisco Torralbo                               | 1789           | 1789            |
| Brigadier Gen Miguel Antonio De Ustariz          | 1789           | 1792            |
| Francisco Torralbo                               | 1792           | 1794            |
| Brigadier Gen Enrique Grimarest                  | 1794           | 1795            |
| Field Marshall Don Ramón De Castro y Gutiérrez   | 1795           | 1804            |
| Toribo Montes                                    | 1804           | 1809            |
| Salvador Meléndez y Ruiz                         | 1809           | 1820            |
| Brigadier Gen Juan Vasco y Pascual               | 1820           | 1820            |
| Gonzalo Arostegui y Herrera                      | 1820           | 1822            |
| José Navarro                                     | 1822           | 1822            |
| Francisco González Linares                       | 1822           | 1822            |
| Gen. Miguel Luciano De La Torre y Pando          | 1822           | 1837            |
| Francisco Javier de Moreda y Prieto              | 1837           | 1838            |
| Field Marshall Miguel López De Baños             | 1838           | 1841            |
| Gen. Santiago Méndez de Vigo                     | 1841           | 1844            |
| Gen. Rafael De Aristegui y Velez                 | 1844           | 1847            |
| Field Marshall Don Juan Prim de Prats y Gonzalez | 1847           | 1848            |
| Gen. Juan De La Pezuela y Cevallos               | 1848           | 1851            |
| Enrique De España y Taberner                     | 1851           | 1852            |
| Gen. Fernando De Norzagaray y Escudero           | 1852           | 1855            |
| Gen. Andrés García Gamba                         | 1855           | 1855            |
| Gen. José Lemery Ibrarrola Ney y Gonzalez        | 1855           | 1857            |
| Gen Fernando Cotoner y Chacon                    | 1857           | 1860            |
| Sabino Gamir Maladen                             | 1860           | 1860            |
| Gen. Rafael Echague y Bermingham                 | 1860           | 1862            |
| Brygadier Gen Rafael Izquierdo y Gutierrez       | 1862           | 1863            |
| Gen. Féliz María De Messina Iglesias             | 1863           | 1865            |
| Gen José María Marchessi y Oleaga                | 1865           | 1867            |
| Gen. Julián Juan Pavia Lacy                      | 1867           | 1868            |
| Gen. José Laureano Sanz y Posse                  | 1868           | 1870            |
| Gen. Gabriel Baldrich                            | 1870           | 1871            |
| Gen. Ramón Gómez Pulido                          | 1871           | 1872            |
| Gen. Simón De La Torre Ormaza                    | 1872           | 1872            |
| Brygadier Gen Joaquín Eurile Hernan              | 1872           | 1873            |
| Gen. Juan Martínez Plowes                        | 1873           | 1873            |
| Gen. Rafael Primo De Rivera y Sobremonte         | 1873           | 1874            |
| Gen. José Laureano Sanz y Posse                  | 1875           | 1875            |
| Gen. Segundo De La Portilla Gutierrez            | 1875           | 1877            |
| Gen. Manuel De La Serna Hernandez y Pinzón       | 1877           | 1878            |
| Gen. José Gamir Maladen                          | 1878           | 1878            |
| Gen. Eulogio Despujols y Dussay                  | 1878           | 1881            |
| Gen. Segundo De La Portilla Gutierrez            | 1881           | 1883            |
| Gen. Miguel De La Vega Inclán y Palma            | 1883           | 1884            |
| Gen. Don Carlos Suances Campos                   | 1884           | 1884            |
| Gen. Ramón Fajardo Izquierdo                     | 1884           | 1884            |
| Gen. Luis Daban y Ramírez De Arellanó            | 1884           | 1887            |
| Gen. Romualdo Palacios Gonzalez                  | 1887           | 1887            |
| Gen. Juan Contreras Martinez                     | 1887           | 1888            |
| Gen. Pedro Ruiz Dana                             | 1888           | 1890            |
| Brygadier Gen José Pascual Bonanza               | 1890           | 1890            |
| Gen. José Lasso y Pérez                          | 1890           | 1893            |
| Gen. Luis Daban y Ramírez De Arrellanó           | 1893           | 1895            |
| Gen. José Gamir                                  | 1895           | 1896            |
| Gen. Emilio March                                | 1896           | 1896            |
| Gen. Sabas Marín Gonzalez                        | 1896           | 1898            |
| Gen. Ricardo De Ortega y Diez                    | 1898           | 1898            |
| Gen. Andrés González Muñoz                       | 1898           | 1898            |
| Gen. Ricardo De Ortega y Diez                    | 1898           | 1898            |
| Gen. Manuel Macías Casado                        | 1898           | 1898            |
| Gen. Ricardo De Ortega y Diez                    | 1898           | 1898            |

### Gubernatorzy pod administracją kolonialną Stanów Zjednoczonych

#### Rządy wojskowe
| Gubernator                        | Objęcie urzędu       | Złożenie urzędu      |
| --------------------------------- | -------------------- | -------------------- |
| Generał Nelson A. Miles           | 25 lipca 1898        | 21 października 1898 |
| Maj. Gen. John Ruller Brooke      | 21 października 1898 | 9 grudnia 1898       |
| Maj. Gen. Guy Vernon Henry        | 9 grudnia 1898       | 9 maja 1899          |
| Brygadier George Whitefield Davis | 9 maja 1899          | 1 maja 1900          |

#### Gubernatorzy cywilni

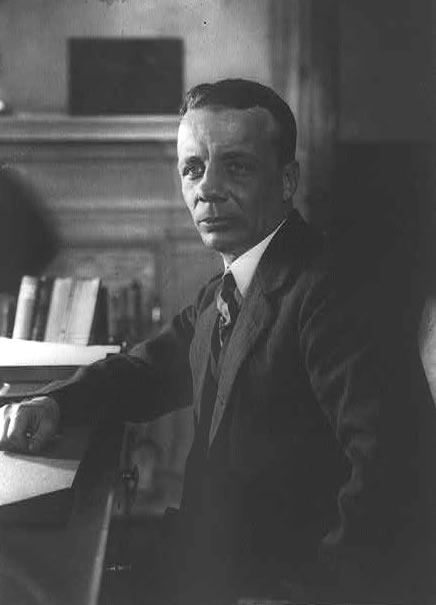
Theodore Roosevelt Jr.

| Gubernator                                 | Objęcie urzędu    | Złożenie urzędu   |
| ------------------------------------------ | ----------------- | ----------------- |
| Charles Herbert Allen                      | 1 maja 1900       | 15 września 1901  |
| William Henry Hunt                         | 15 września 1901  | 4 lipca 1904      |
| Beekman Winthrop                           | 4 lipca 1904      | 18 kwietnia 1907  |
| Regis Henri Post                           | 18 kwietnia 1907  | 6 listopada 1909  |
| George Radcliffe Colton                    | 6 listopada 1909  | 15 listopada 1913 |
| Arthur Yager                               | 15 listopada 1913 | 15 maja 1921      |
| José E. Benedicto tymczasowo               | 15 maja 1921      | 30 lipca 1921     |
| Emmet Montgomery Reily                     | 30 lipca 1921     | marzec 1923       |
| Juan Bernardo Huyke tymczasowo             | marzec 1923       | 6 kwietnia 1923   |
| Horace Mann Towner                         | 6 kwietnia 1923   | 1929              |
| James R. Beverley tymczasowo               | 1929              | 9 września 1929   |
| Theodore Roosevelt Jr.                     | 9 września 1929   | styczeń 1932      |
| James R. Beverley tymczasowo, drugi raz    | styczeń 1932      | lipiec 1933       |
| Robert Hayes Gore                          | lipiec 1933       | styczeń 1934      |
| Benjamin Jason Horton tymczasowo           | styczeń 1934      | 5 lutego 1934     |
| Blanton C. Winship                         | 5 lutego 1934     | 25 czerwca 1939   |
| José E. Colom tymczasowo                   | 25 czerwca 1939   | 11 września 1939  |
| William D. Leahy                           | 11 września 1939  | 28 listopada 1940 |
| José Miguel Gallardo tymczasowo            | 28 listopada 1940 | 3 lutego 1941     |
| Guy J. Swope                               | 3 lutego 1941     | 24 lipca 1941     |
| José Miguel Gallardo tymczasowo, drugi raz | 24 lipca 1941     | 19 września 1941  |
| Rexford Guy Tugwell                        | 19 września 1941  | 3 września 1946   |
| Jesús Toribio Piñero                       | 3 września 1946   | 2 stycznia 1949   |

### Gubernatorzy wybrani w wyborach powszechnych
| Gubernator                          | Objęcie urzędu | Złożenie urzędu | Partia polityczna               |
| ----------------------------------- | -------------- | --------------- | ------------------------------- |
| Luis Muñoz Marín                    | 1949           | 1965            | Powszechna Partia Demokratyczna |
| Roberto Sánchez Vilella             | 1965           | 1969            | Powszechna Partia Demokratyczna |
| Luis A. Ferré                       | 1969           | 1973            | Nowa Partia Postępowa           |
| Rafael Hernández Colón pierwszy raz | 1973           | 1977            | Powszechna Partia Demokratyczna |
| Carlos Romero Barceló               | 1977           | 1985            | Nowa Partia Postępowa           |
| Rafael Hernández Colón drugi raz    | 1985           | 1993            | Powszechna Partia Demokratyczna |
| Pedro Rosselló González             | 1993           | 2001            | Nowa Partia Postępowa           |
| Sila M. Calderón                    | 2001           | 2005            | Powszechna Partia Demokratyczna |
| Aníbal Acevedo Vilá                 | 2005           | 2009            | Powszechna Partia Demokratyczna |
| Luis Fortuño                        | 2009           | 2013            | Nowa Partia Postępowa           |
| Alejandro García Padilla            | 2013           | 2017            | Powszechna Partia Demokratyczna |
| Ricardo Rosselló                    | 2017           | 2019            | Nowa Partia Postępowa           |
| Pedro Pierluisi                     | 2019           | 2019            | Nowa Partia Postępowa           |
| Wanda Vázquez Garced                | 2019           | 2021            | Nowa Partia Postępowa           |
| Piedro Pierluisi                    | 2021           |                 | Nowa Partia Postępowa           |